# Pirámide a la Paz de Abril
La Pirámide a la Paz de Abril es una pieza escultórica ubicada en la Plaza de los Treinta y Tres del Departamento de San José, Uruguay, la cual representa el fin de la "Revolución de las Lanzas" y la reconciliación de dos bandos orientales: Blancos y Colorados.
Su autor es el escultor Juan Ferrari, nacido en Milan, Italia (y padre del escultor uruguayo, Juan Manuel Ferrari).

## Historia
Realizada por Juan Ferrari, La Pirámide de la Paz de abril de 1872 se inauguró el 1 de junio de 1873 y fue declarada, Monumento Histórico Nacional siendo una estampa clásica de la ciudad de San José, motivo de legítimo orgullo para los maragatos. 
La Paz de abril de 1872 fue recibida con gran alegría y fue festejada durante varios días en todo el país, pues con ella terminaba la "Revolución de las Lanzas", guerra civil que se desarrolló entre 1870 y 1872 y sentó las bases de la coparticipación de los dos grandes partidos tradicionales en el gobierno, hasta ese momento en plena sucesión de enfrentamientos cruentos. La finalización de la Revolución de las Lanzas estableció un acuerdo entre las partes. La negociación concedió cuatro jefaturas políticas (de Policía) al Partido Blanco. Uno de los beneficiados fue el departamento de San José, por este motivo se realizó la escultura en dicha localidad.
En Montevideo se vivió una enorme alegría popular que llenó las calles de gente y de repique de campanas. La valoración de esa paz dio origen al monumento en cuestión.

## Inauguración
Se inauguró el 1 de junio de 1873 en la Plaza de los Treinta y Tres, y fue declarada Monumento Histórico Nacional el 23 de diciembre de 1991. 

## Características
La escultura está formada por trece bloques de granito rosado, separados entre sí por planchas de mármol blanco. En la parte superior del obelisco aparece una pirámide de mármol blanco, en cuya cima se destaca una especie de piña de hierro fundido, cuyos puntos parecen significar la rosa de los vientos. El obelisco descansa sobre cuatro esferas de hierro que representan balas de cañón. El conjunto se completa con cuatro leones que tienen un escudo donde se estamparon fechas patrias importantes de Uruguay. Una base con escalones de mármol realza la pirámide sobre el nivel de la plaza.